# كلارنس أ. ريد
كلارنس أ. ريد هو محامي وسياسي أمريكي، ولد في 11 ديسمبر 1892 في سيركلفيل في الولايات المتحدة، وتوفي في 1978. نشط حزبياً في الحزب الجمهوري. وقد انتخب عضو مجلس ولاية ميشيغان ‏.